# Metro van Sendai
De metro van Sendai (jap.:仙台市営地下鉄, Sendai-shiei chikatetsu) is een vorm van openbaar vervoer in Sendai. In 1987 opende de metro haar eerste lijn, de grotendeels ondergrondse Namboku-lijn. Een tweede lijn, de Tozai-lijn, is geopend in december 2015. Sendai ligt in het noordoosten van Japans grootste eiland, Honshu. Met ruim 1 miljoen inwoners is het de grootste stad van de gehele regio Tohoku. De uitvoering van de diensten is in handen van het vervoersbedrijf van de stad. De metro ondervond in maart 2011 flinke schade van de zeebeving ten oosten van Sendai en heropende eind april.
De metrotreinen rijden computergestuurd. De fabrikant Hitachi gebruikte state of the art-techniek om het remmen, optrekken zo comfortabel mogelijk voor de reiziger te krijgen. De metro is energiezuiniger door de gebruikte fuzzy logic-techniek.

## Netwerk
De Namboku-lijn (noord-zuidlijn) verloopt van Izumi-Chuo in zuidelijke richting via het stadscentrum naar enkele zuidelijke stadswijken. De lengte van lijn 1 bedraagt 14,8 km, daarvan verloopt het merendeel ondergronds (12 km). Van de 17 haltes van de lijn zijn er dan ook 14 ondergronds. De Namboku kreeg groen als lijnkleur mee.
De perrons zijn 130 meter lang en de spoorwijdte bedraagt 1067 mm (kaapspoor komt vaker voor in Japan). Een trein bestaat uit vier bakken. De metro wordt via bovenleiding gevoed met 1500 V gevoed. De dienstuitvoering vindt plaats van kwart voor zes 's morgens tot even na middernacht, met een frequentie van eens per vier minuten in de spits tot eens per kwartier in de avond.
Aan de Tozai-lijn (oost-westelijk) wordt al enkele jaren gebouwd, de opening staat gepland voor het jaar 2015. De normaalsporige lijn zal 13,9 km lang worden en 13 stations kennen. De lijn verloopt in oost-westelijke richting. Het overstapstation van beide lijnen komt te liggen naast het drukke treinstation van de stad. Vanaf station Sendai vertrekken vele treinen van East Japan Railway Company, zowel conventioneel als Shinkansen. Ook de airport line richting de luchthaven van Sendai vertrekt er.
| Stationsnamen van lijn 1 en 2            | Stationsnamen van lijn 1 en 2            |
| ---------------------------------------- | ---------------------------------------- |
| Tomizawa                                 |                                          |
| Nagamachi-Minami                         | Dobutsu Koen                             |
| Nagamachi                                | Aobayama                                 |
| Nagamachi-Itchome                        | Kawauchi                                 |
| Kawaramachi                              | Kokusai Center                           |
| Atagobashi                               | Nishi Koen                               |
| Itsutsubashi                             | Ichibancho                               |
| Sendai (overstap naar lijn 2 en JR East) | Sendai (overstap naar lijn 1 en JR East) |
| Hirose-dori                              | Shintera                                 |
| Kotodai-Koen                             | Renbo                                    |
| Kita-Yobancho                            | Yakushido                                |
| Kita-Sendai                              | Oroshimachi                              |
| Dainohara                                | Rokuchonome                              |
| Asahigaoka                               | Arai                                     |
| Kuromatsu                                |                                          |
| Yaotome                                  |                                          |
| Izumi-Chuo                               |                                          |

## Galerij

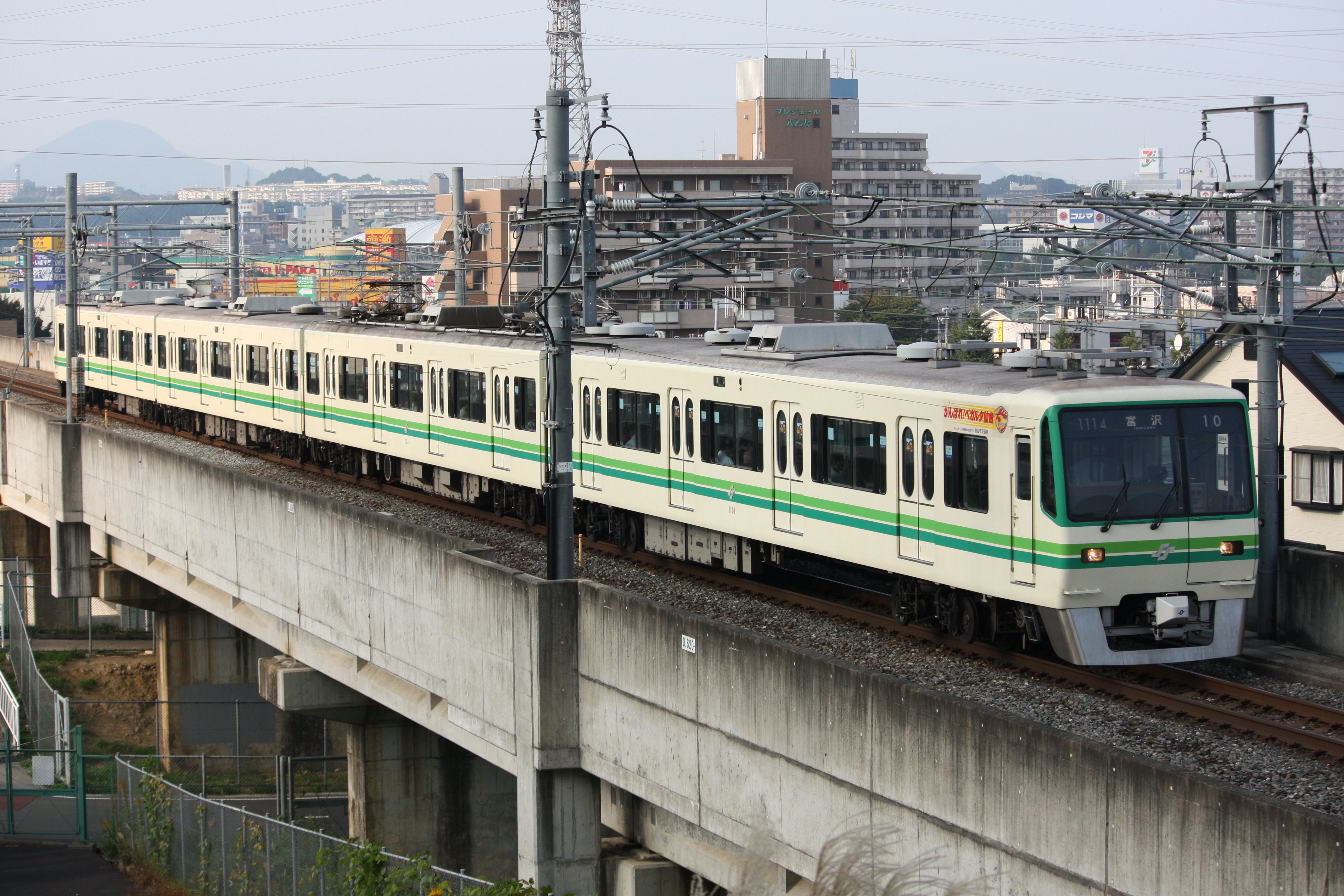
Materieel
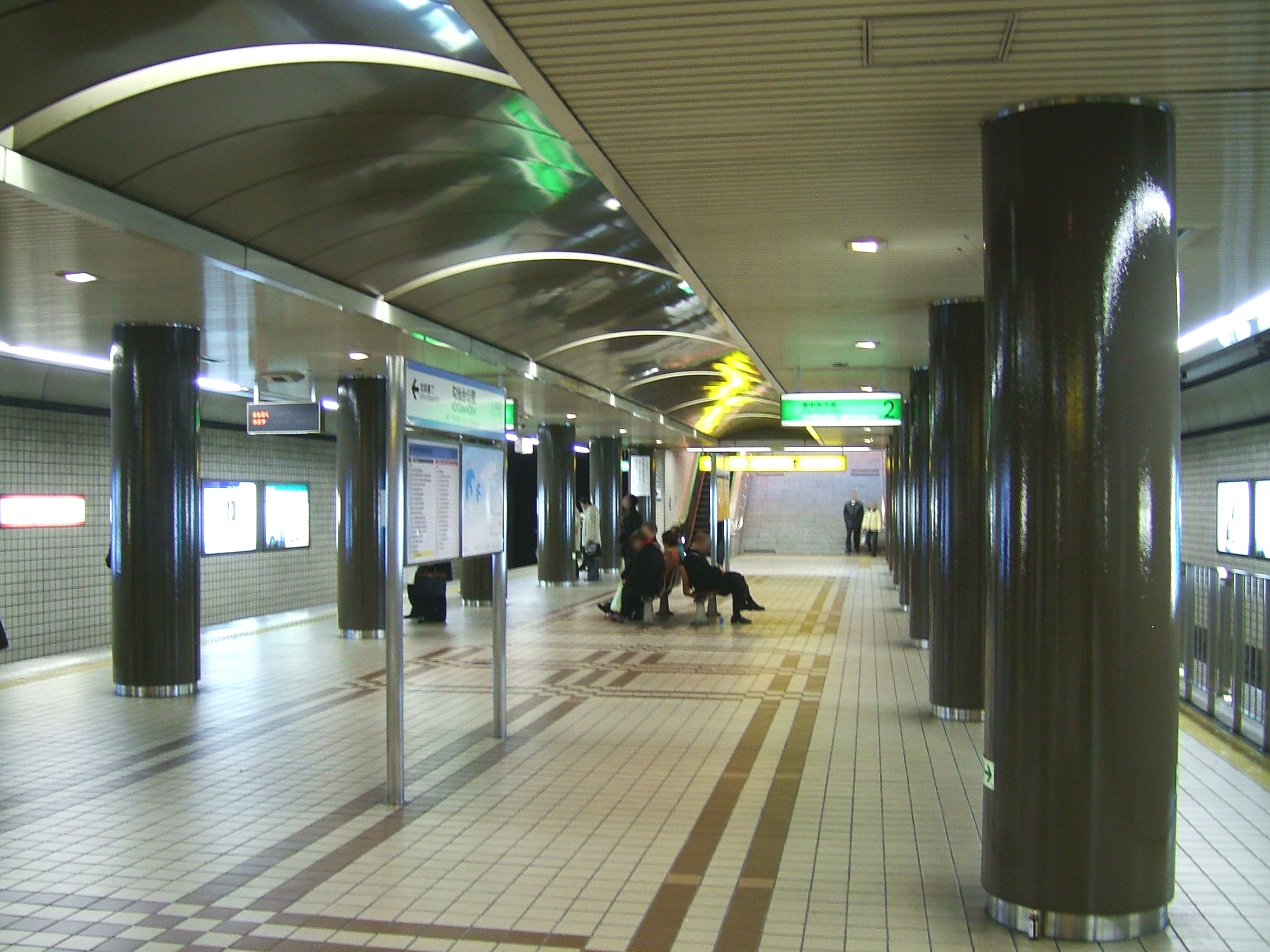
Het perron van station Kotodai Koen
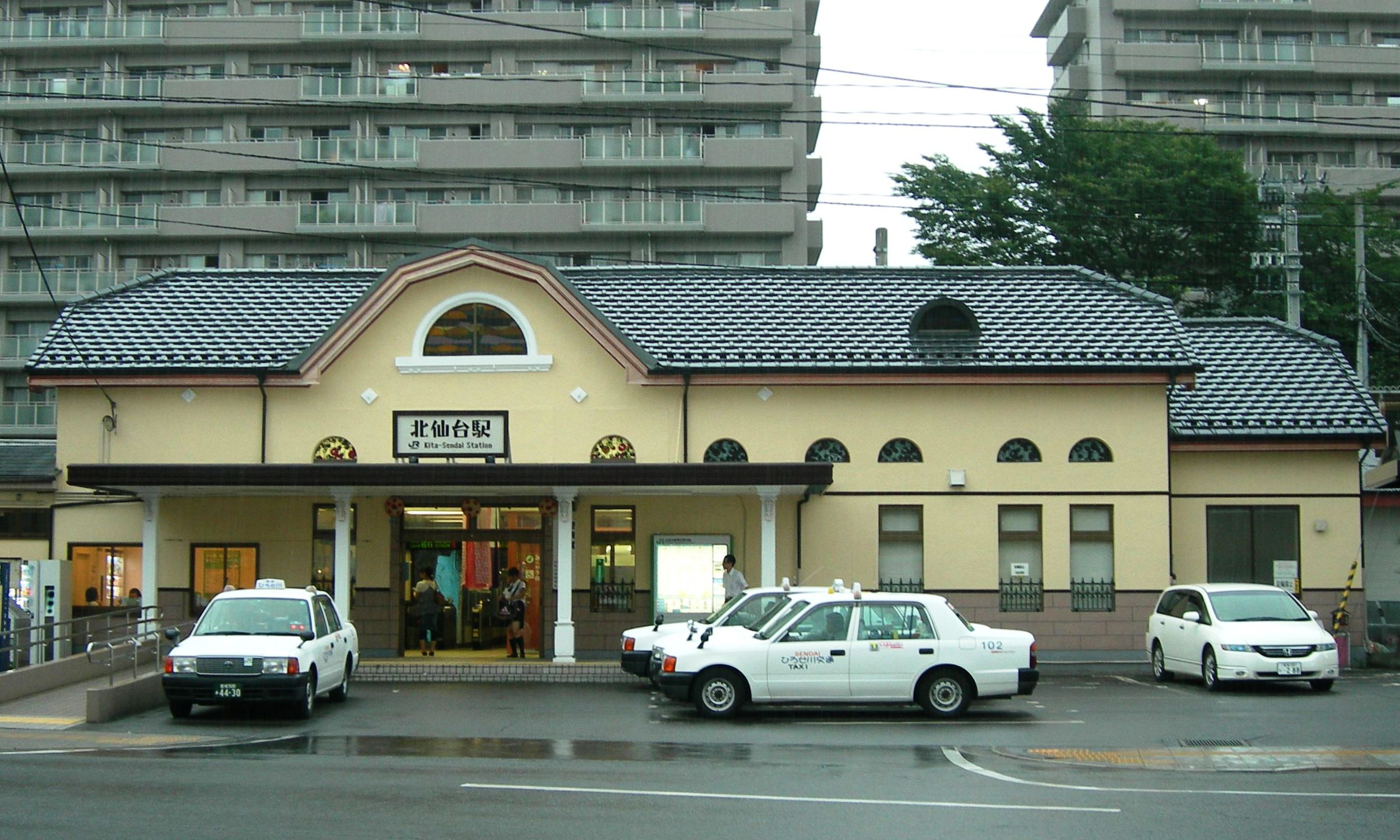
Station Kita-sendai
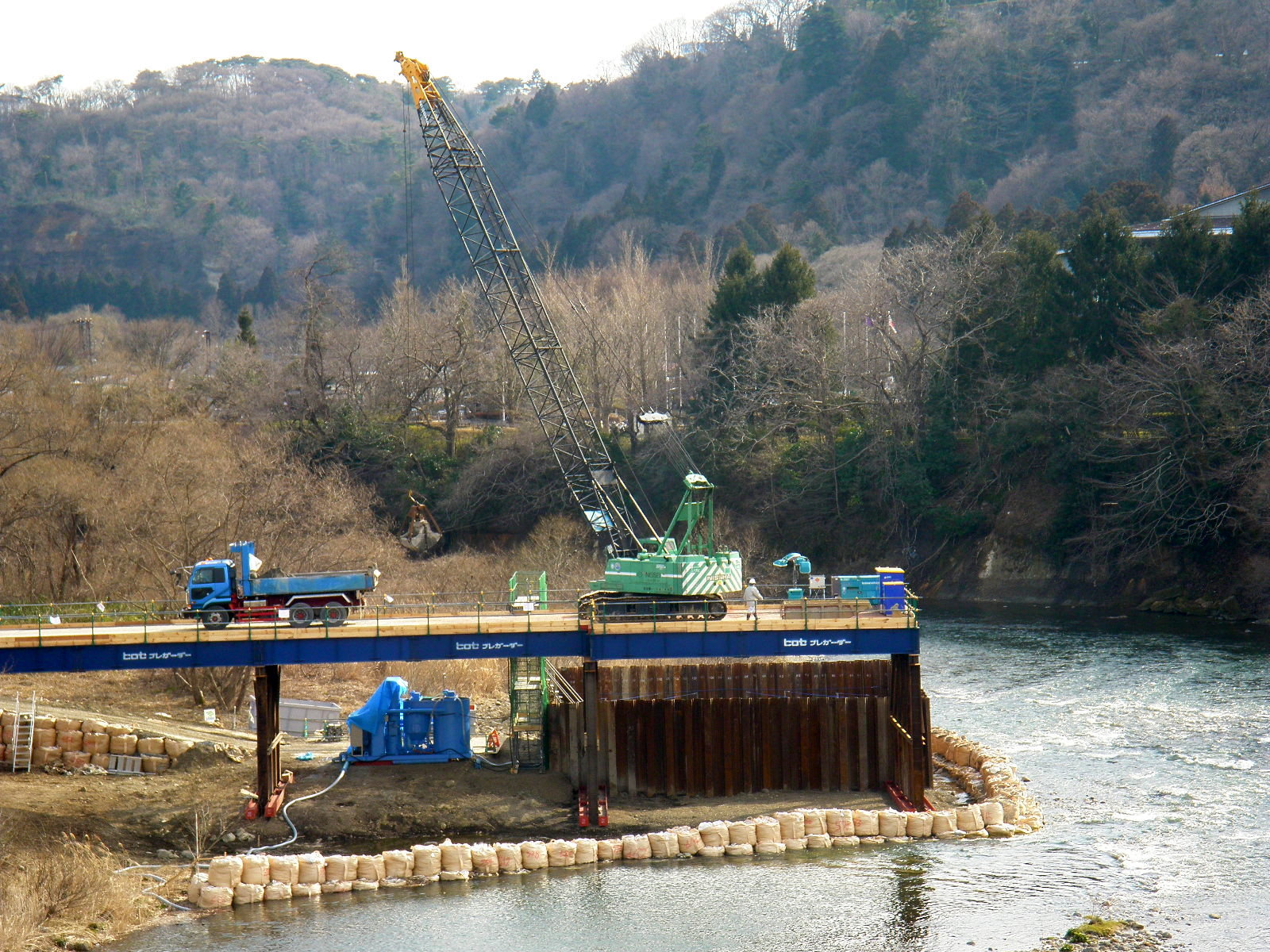
Bruggenbouw voor de tweede lijn